# USS Enterprise (CVN–65)
A USS Enterprise (CVN–65), korábban CVA(N)–65, a világ első nukleáris repülőgép-hordozója, melyet az USA haditengerészete állított hadrendbe és a nyolcadik amerikai hadihajó, amely ezt a nevet viseli. 1958. február 4. és 1961. november 25. között építették. Elődjéhez, a CV–6-hoz hasonlóan a Big E becenevet kapta, napjaink leghosszabb hadihajója, a tizenkettedik legnehezebb repülőgép-hordozó a tíz Nimitz osztályú és a USS Gerald R. Ford után. Körülbelül 4600 fő szolgál rajta.
Osztályában egyedüli hajó, a második legöregebb hadihajó az Amerikai Haditengerészetnél a fatörzsű, háromárbócos USS Constitution után. Eredetileg 2014–2015 között vonnák ki a hadrendből, azonban ez függeni fog reaktorainak élettartamától és az őt leváltó USS Gerald R. Ford (CVN 78) hadrendbe állásától is. Az amerikai 2010-es védelmi kiadásokról szóló törvény még 2013-at adta meg kivonási idejének, ezzel 51 évnyi aktív szolgálata a leghosszabb lenne a repülőgép-hordozók sorában.
Részt vett több konfliktusban is: új szuperhordozóként a kubai rakétaválságban, a vietnámi háborúban és az öbölháborúban.
2011-ben bevetették a Kadhafi-rezsim ellen.

#### Kivonása, szétbontása
Hivatalosan 2017. február 3-án szerelték le, majd végül 2025-ben bejelentették annak becsült költségét, amely 537 millió dollár. Az amerikai Védelmi Minisztérium a feladattal a NorthStar Maritime Dismantling Services-t bízta meg. A szétszerelést az Alabama államban lévő Mobile városábn fogják elvégezni és várhatóan 2029 novemberéig tart majd. A szétbontást követően a repülőgép-hordozót újrahasznosítható alkatrészeket újratervezik, az alacsony szintű radioaktív hulladékokat pedig engedélyezett lerakóhelyeken fogják elhelyezni.

## Fordítás
- Ez a szócikk részben vagy egészben  az   USS Enterprise (CVN-65) című angol Wikipédia-szócikk ezen változatának fordításán alapul.  Az eredeti cikk szerkesztőit annak laptörténete sorolja fel. Ez a jelzés csupán a megfogalmazás eredetét és a szerzői jogokat jelzi, nem szolgál a cikkben szereplő információk forrásmegjelöléseként.